# Partido Nacional de la Mujer (Estados Unidos)
El  Partido Nacional de la Mujer (National Woman's Party) NWP fue una organización política de mujeres estadounidenses fundada en 1913 por Alice Paul y Lucy Burns  para luchar por el sufragio femenino. Tras lograr el objetivo con la adopción en 1920 de la Decimonovena Enmienda a la Constitución de Estados Unidos, el NWP abogó por otras causas, entre ellas la Enmienda por la Igualdad de Derechos, que aún hoy sigue pendiente de ratificación. La líder más destacada del Partido Nacional de la Mujer fue Alice Paul, y entre sus acciones más notables está la creación del grupo Centinelas Silenciosas que organizaron vigilias a las puertas de la Casa Blanca durante más de dos años (1917-1919).  El 1 de enero de 2021, el NWP cesó sus actividades como organización independiente sin fines de lucro y cedió sus derechos de marca registrada y otros usos del nombre del partido al Instituto Alice Paul, organización educativa sin fines de lucro. Los documentos y otros materiales del NWP fueron donados a la Biblioteca del Congreso de Estados Unidos y al Servicio de Parques Nacionales para ponerlos a disposición del público.

## Contexto
El National Woman's Party surgió de la Congressional Union for Woman Suffrage (Congresistas para el Sufragio de la Mujer), creada en 1913 por Alice Paul y Lucy Burns para reivindicar el derecho al voto de las mujeres. El partido se separó de la National Woman Suffrage Association (NWSA), una organización mucho mayor que defendía la lucha para la obtención del derecho al voto de la mujer estado por  estado frente a la posición del Partido Nacional de la Mujer que daba prioridad a luchar por la aprobación de una reforma constitucional que garantizase el sufragio de las mujeres en todo Estados Unidos.

## Primeros años

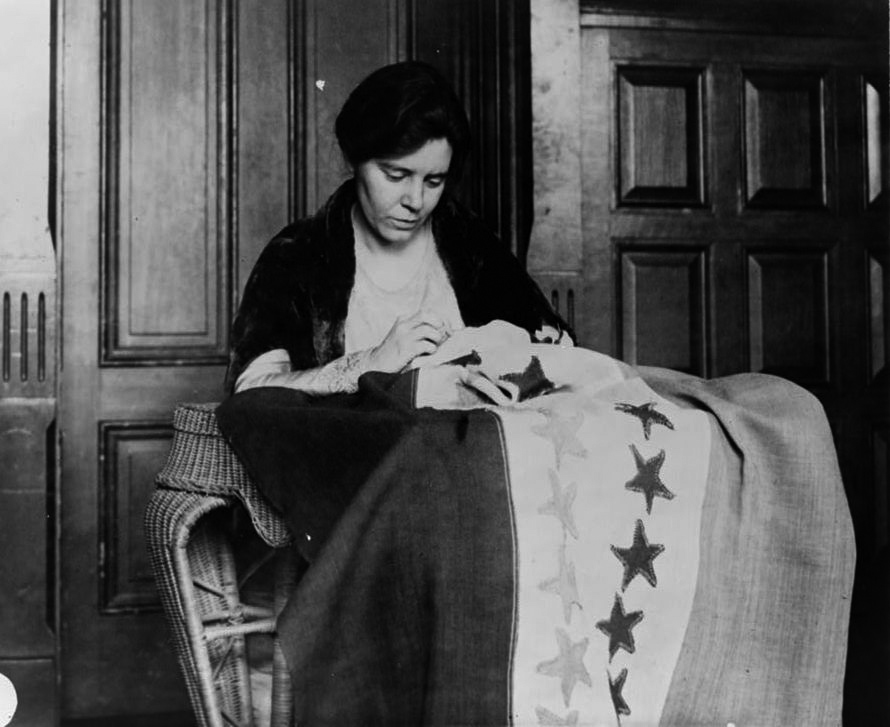
Alice Paul cosiendo una bandera con los colores del NWP

Alice Paul estaba estrechamente vinculada a la organización Women's Social and Political Union (WSPU), fundada por Emmeline Pankhurst. Mientras estudiaba en la universidad en Inglaterra, Paul se involucró con las Pankhurst y su campaña por el sufragio en Inglaterra. En esta época conoció a Lucy Burns, con quien más tarde cofundaría el Partido Nacional de la Mujer. Cuando regresó a su país continuo con la lucha a favor del voto de las mujeres, convirtiéndose en una pionera de la desobediencia civil en Estados Unidos, inspirada por las sufragistas de la WSPU.
En 1914 cuando las sufragistas británicas pararon sus protestas para apoyar la causa bélica del país, Paul continuó su lucha por la igualdad de las mujeres y organizó piquetes contra un presidente en tiempos de guerra para llamar la atención sobre la falta de derechos de las mujeres. Las sufragistas del NWP señalaban la hipocresía de Estados Unidos al participar en una guerra por la democracia en Europa mientras negaba sus beneficios a la mitad de la población estadounidense. Argumentos similares se estaban esgrimiendo en Europa, donde la mayoría de las naciones aliadas habían otorgado el derecho al voto a algunas mujeres o estaban a punto de hacerlo.

Lucy Burns en 1913

Tras su experiencia en el trabajo sufragista militante en Gran Bretaña, Alice Paul y Lucy Burns se reunieron en Estados Unidos en 1910. Ambas fueron miembros del comité del Congreso de la American Woman Suffrage Association (NAWSA) (Asociación Americana para el Sufragio de la Mujer). En marzo de 1913, organizaron el primer desfile nacional por el voto en Washington D. C., en el que participaron entre 5.000 y 8.000 mujeres (según las distintas estimaciones), el día antes de la toma de posesión de Woodrow Wilson. La campaña fue diseñada como una táctica política para demostrar la fuerza de las mujeres y que perseguirían sus objetivos bajo la administración del nuevo presidente. Encabezaba el desfile Inez Milholland, que vestía toda de blanco y montaba un caballo blanco, imagen que más tarde sirvió como símbolo del movimiento sufragista. Situar a Millholland al inicio del desfile fue una estrategia, ya que por su belleza, Paul sabía que iba a atraer la atención de los medios de comunicación y seguidores. Una de las críticas a este primer desfile nacional por el sufragio fue la barrera que impedía participar a las mujeres negras junto a las mujeres blancas. Aunque Paul nunca se opuso a que las mujeres negras obtuvieran el derecho al voto, les prohibió marchar con las mujeres blancas y las obligó a estar en la parte de atrás del desfile con los hombres para apaciguar a las mujeres sureñas. El desfile se convirtió rápidamente en un caos debido a las reacciones violentas de la multitud y a la falta de apoyo de la policía local, pero recibieron el apoyo de la Guardia Nacional de Massachusetts, la Guardia Nacional de Pensilvania y de los chicos del Colegio Agrícola de Maryland, quienes crearon una barrera humana que protegía a las mujeres de la multitud enfurecida.
Después de este incidente, que Paul utilizó eficazmente para atraer la atención de la opinión pública a la causa sufragista, Paul y Burns fundaron, en abril de 1913, la Congressional Union for Woman Suffrage, y ese mismo año se separó de la NAWSA. Hubo muchas razones para la escisión, pero principalmente Paul y Burns estaban en desacuerdo con el lento proceso del Partido National al centrarse en los referendos de cada estado de manera individual, mientras ellas querían impulsar  una enmienda en el Congreso. Alice Paul estaba también en desacuerdo con el liderazgo de Carrie Chapman Catt, ya que tenían ideas muy diferentes sobre cómo cómo abordar el trabajo del sufragio y una actitud diferente hacia la militancia.Catt desaprobaba las estrategias radicales, inspiradas por las "sufragistas" británicas, que Paul y Burns estaban tratando de implementar en el Movimiento Sufragista Estadounidense.
La división se confirmó por una importante diferencia de opinión sobre la enmienda Shafroth-Palmer. Esta enmienda fue encabezada por la sustituta de Paul como presidenta del Comité del Congreso Nacional y suponía una especie de compromiso destinado a apaciguar el sentimiento racista en el Sur. La Shafroth-Palmer iba a ser una enmienda constitucional que exigiría que  cualquier estado donde la petición de una iniciativa sobre sufragio alcanzara más de un 8% de firmas, esta sería trasladada a un referéndum estatal sobre el sufragio. Esto habría mantenido la elaboración de leyes fuera del ámbito federal, lo que resultaba una propuesta más atractiva para el Sur. Los estados sureños temían que una enmienda del Congreso sobre el sufragio femenino supusiera una posible intromisión federal en su restrictivo sistema de leyes electorales, destinada a privar del derecho al voto a los votantes negros.
Paul y Burns consideraron que esta enmienda era una distracción letal del objetivo verdadero y en última instancia necesario de una enmienda federal que abarcara todos los aspectos y protegiera los derechos de todas las mujeres, especialmente porque en ese momento se percibía que las violentas rondas de referendos estatales casi perjudicaban la causa. En palabras de Paul:

"Es un poco difícil tratar con seriedad un sustituto equívoco, evasivo e infantil de la simple y digna enmienda al sufragio que el Congreso tiene ante sí."
Alice Paul

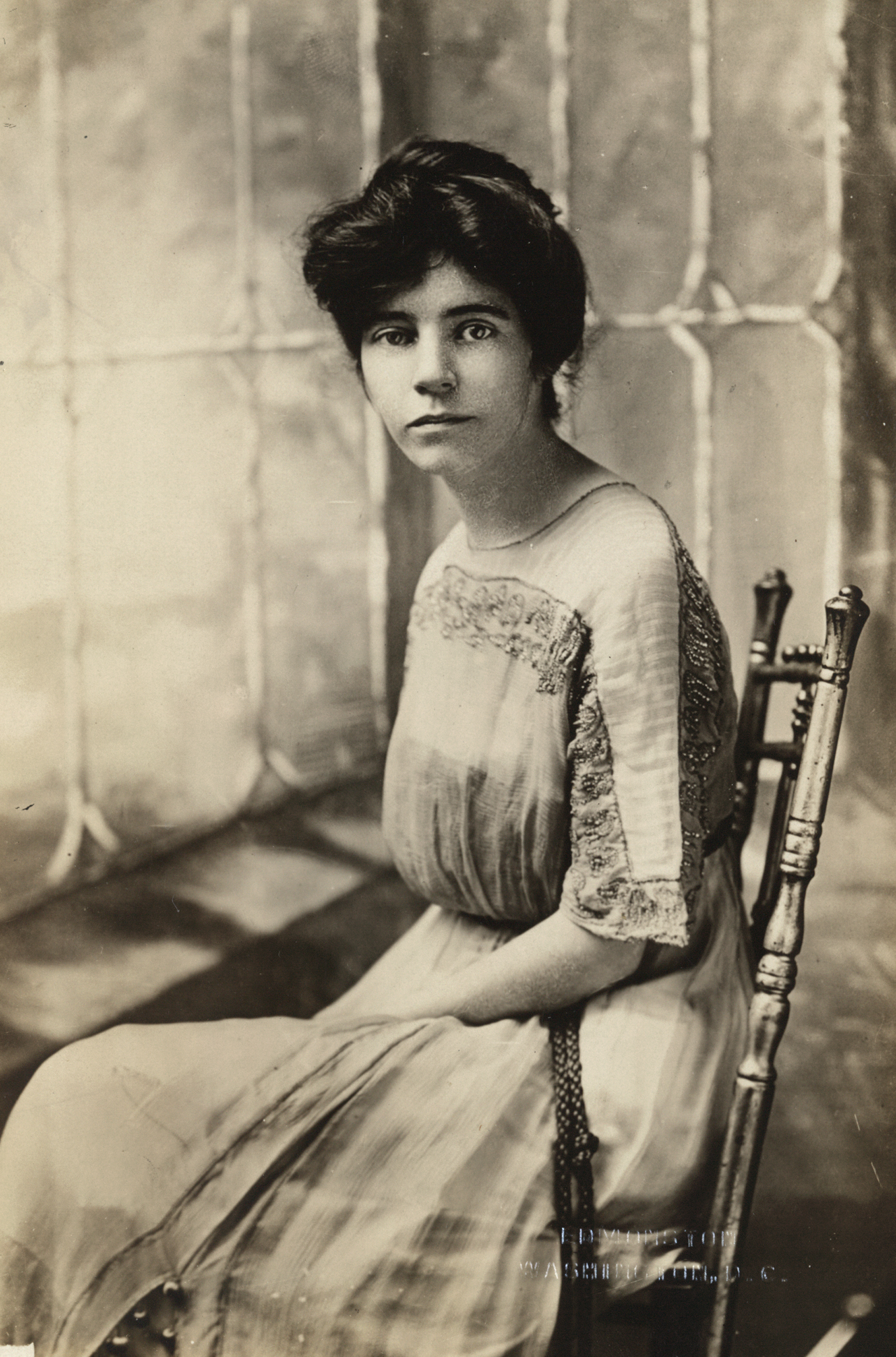
Retrato de Alice Paul, 1915
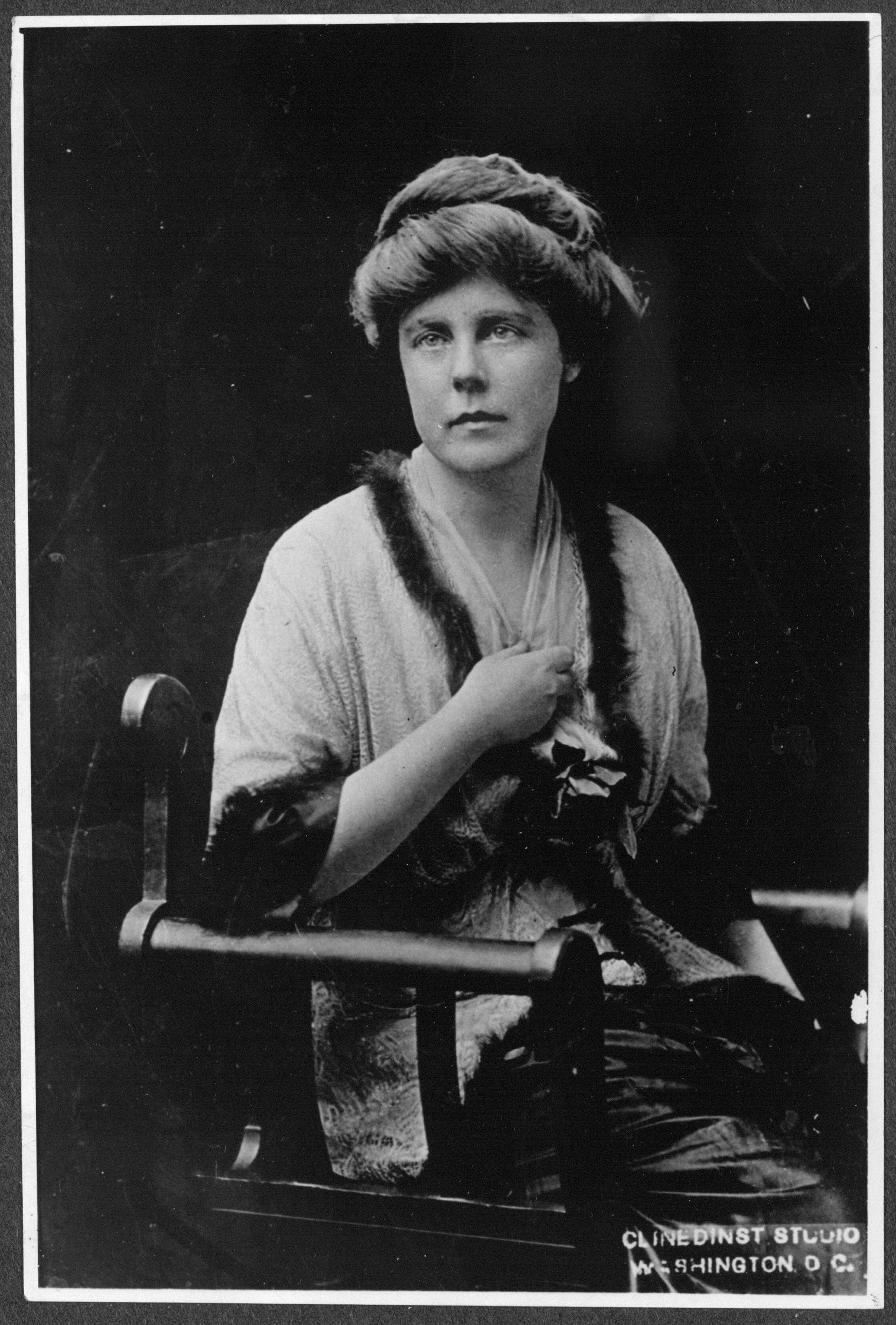
Lucy Burns, Vicepresidenta de Congressional Unión, 1913
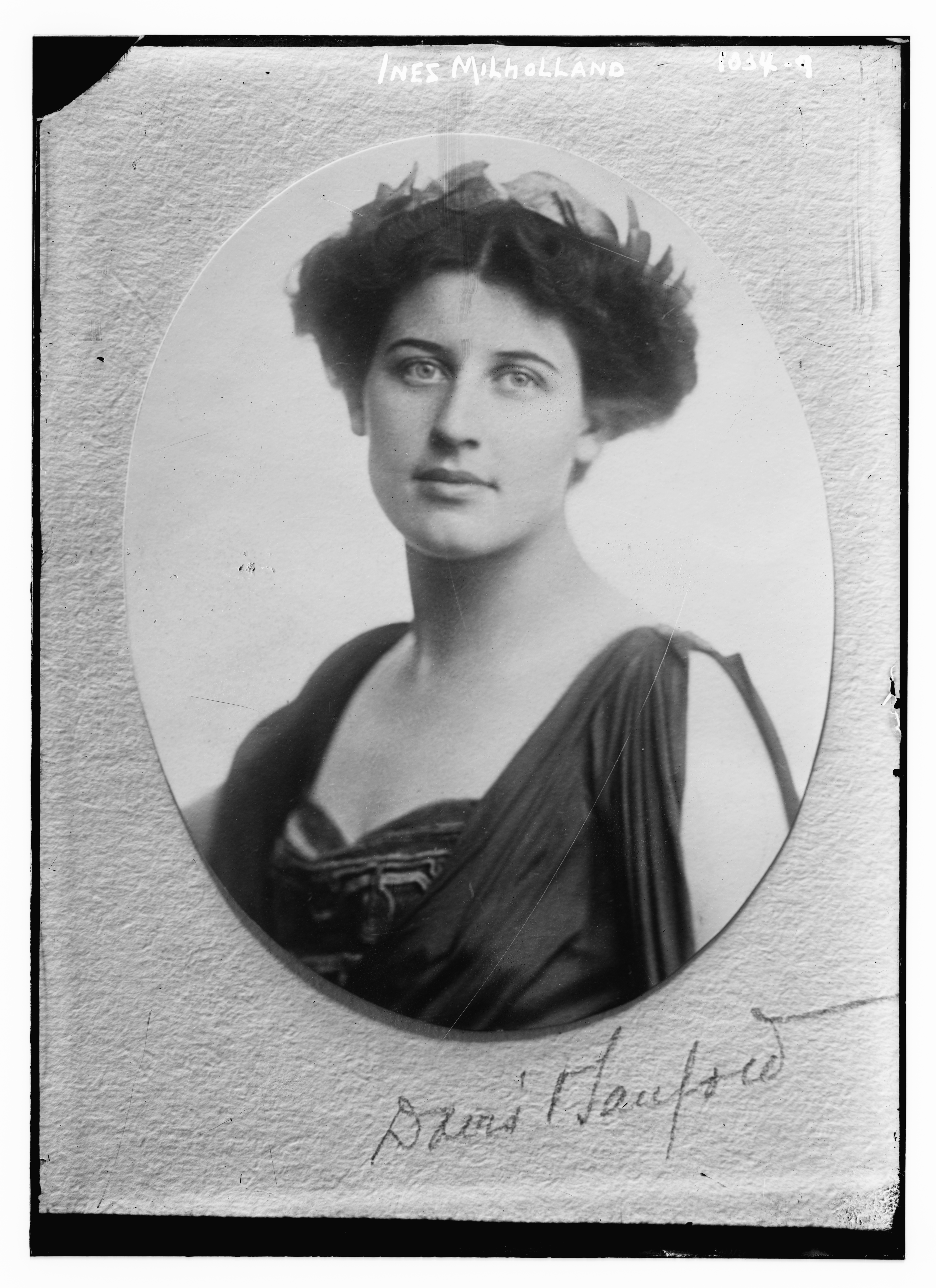
Inez Milholland
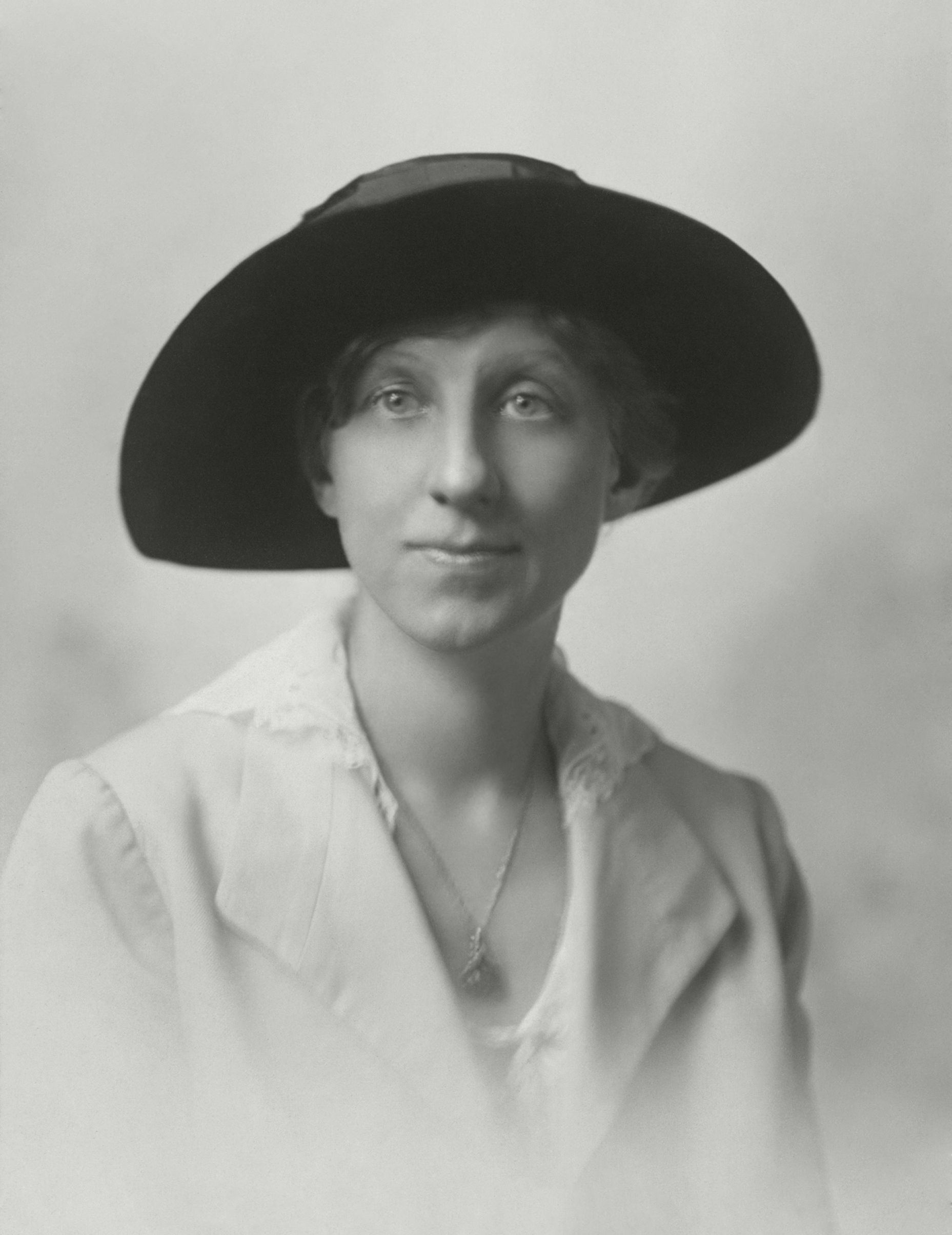
Mabel Vernon
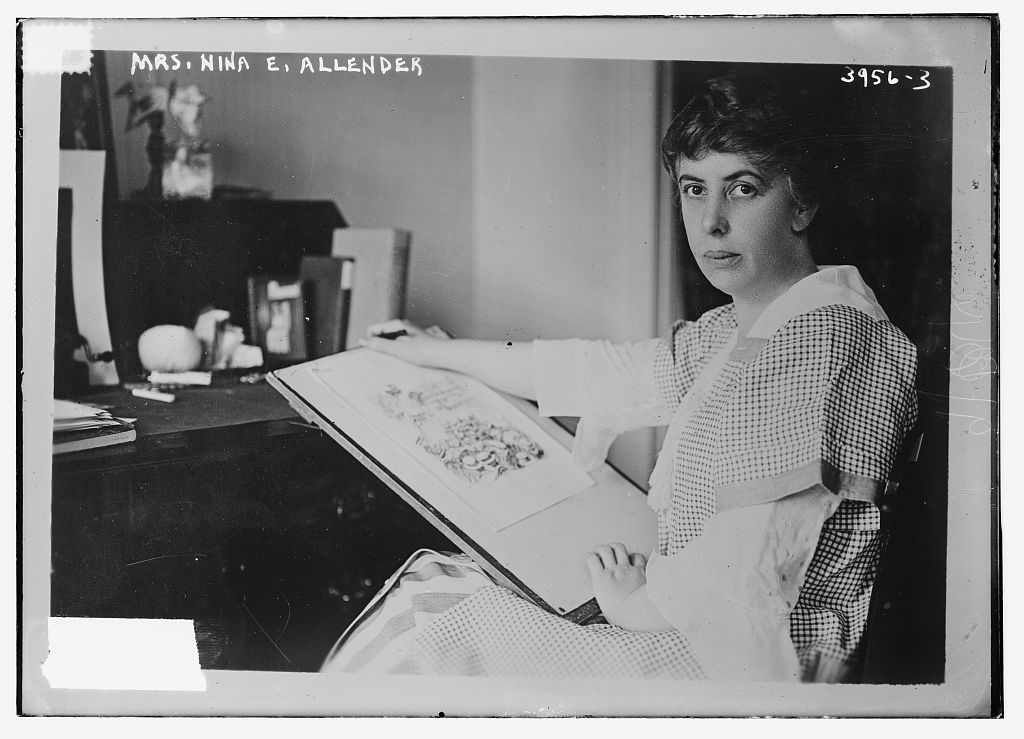
Nina Allender, caricaturista política de The Suffragist
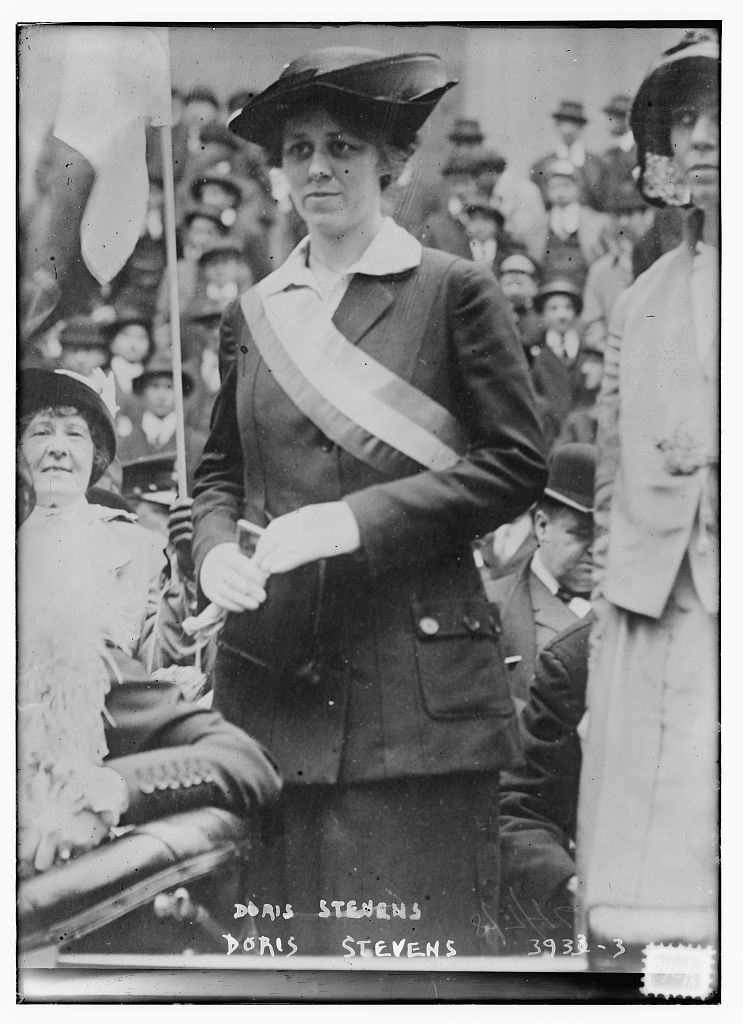
Doris Stevens, autora de Jailed for Freedom

## Oposición a Wilson

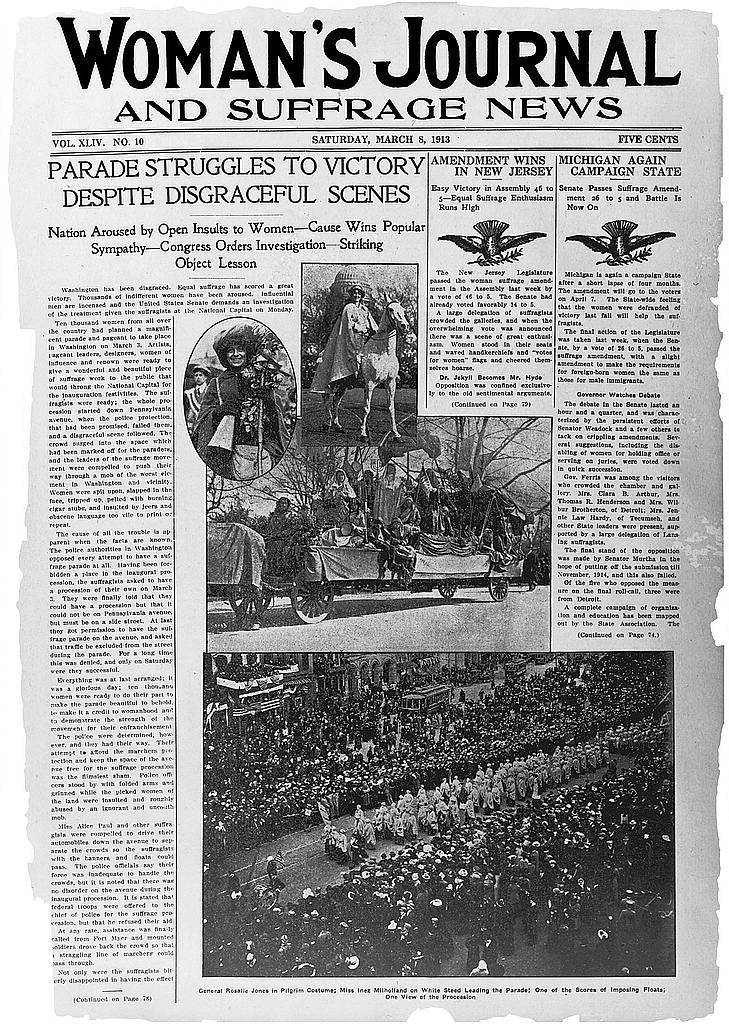
Portada del Woman's Journal del 8 de marzo de 1913

El 3 de marzo de 1913, un día antes de la toma de posesión de Wilson, las mujeres asociadas con el partido organizaron un desfile sufragista muy innovador. Durante la primera reunión del grupo, Paul aclaró que el partido no sería un partido tradicional y que, por tanto, no apoyaría a un candidato a la presidencia durante las elecciones. Aunque no era partidista, el Partido Nacional de la Mujer dirigió la mayor parte de su atención al presidente Woodrow Wilson y a los demócratas, criticándolos como responsables del fracaso en la aprobación de una enmienda constitucional.
Como resultado, en 1918, Paul dirigió una campaña que boicoteaba a los demócratas debido a su negativa a apoyar el sufragio femenino. Decidieron boicotear a todo el partido, incluidos los demócratas pro sufragio. Finalmente, el boicot a los demócratas encabezado por el NWP condujo a una mayoría republicana en la Cámara.
El Partido Nacional de la Mujer continuó centrándose en el sufragio como su causa principal. Se negó a apoyar o atacar la participación estadounidense en la Segunda Guerra Mundial, mientras que la NAWSA rival, dirigida por Carrie Chapman Catt, dio pleno apoyo al esfuerzo bélico. Como resultado, un grupo diverso de activistas, como pacifistas y socialistas, se sintieron atraídos por el partido debido a su oposición a un presidente antisufragista.

## Piquetes en la Casa Blanca

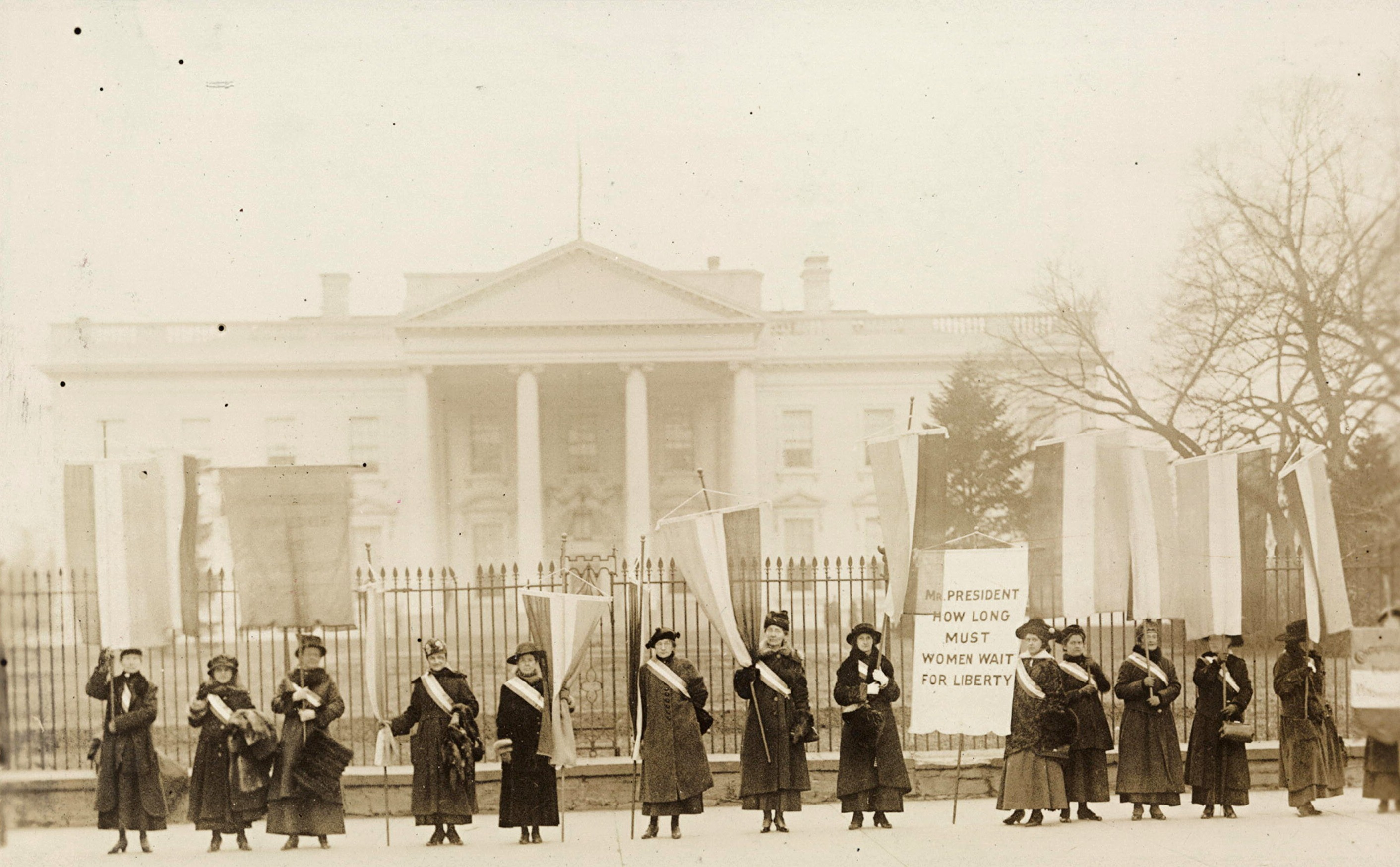
NWP manifestación en la Casa Blanca durante la protesta de Centinelas Silenciosas en 1917. La pancarta dice, "Mr. President, How Long Must Women Wait For Liberty." (Sr. Presidente cuanto tiempo debe esperar una mujer para la libertad")

La escalada del conflicto en Europa no impidió que Alice Paul y el NWP protestaran contra la postura hipócrita de Wilson sobre la guerra. Wilson promovió la idea de mantener la democracia en el extranjero, a pesar de que Estados Unidos todavía negaba  el derecho al voto a la mitad de sus ciudadanos. Los piquetes del Partido Nacional de la Mujer fueron vistos como controvertidos porque continuaron durante la guerra, mientras que otros grupos sufragistas, como NAWSA, decidieron apoyar el esfuerzo bélico.  Conocidas como "Centinelas Silenciosas", su acción duró desde el 10 de enero de 1917 hasta junio de 1919. Las manifestantes eran toleradas al principio, pero cuando Estados Unidos declaró la guerra en 1917, la policía las arrestó por obstruir el tráfico. Sin importar el clima, las mujeres se mantenían en el exterior de la Casa Blanca sosteniendo pancartas que recordaban constantemente a Wilson su hipocresía. Cuando fueron arrestadas por primera vez, Lucy Burns afirmó que eran presas políticas pero que las trataban como presas normales. Como tributo a su compromiso con el sufragio, se negaron a pagar las multas y aceptaron pasar tiempo en prisión.  
La primera noche que las Centinelas Silenciosas pasaron en la cárcel se la conoce como la "Noche del Terror". Las prisioneras fueron golpeadas hasta que algunas de ellas quedaron inconscientes y a Burns le encadenaron las manos por encima de su cabeza. Debido a esta detención ilegal, muchas de ellas se declararon en huelga de hambre; algunas, incluidas Lucy Burns y Paul fueron alimentadas a la fuerza por el personal de la prisión como consecuencia de ello. A pesar de la debilidad y de las malas condiciones en las que se encontraban, ellas persistieron en la huelga. Después de un tiempo, los guardias recibieron la orden de alimentar a las mujeres a la fuerza. Les introdujeron tubos largos y estrechos por la garganta, lo que les causó muchas heridas de las que no se curaron. Las sufragistas también fueron obligadas a realizar trabajos en centros y a menudo eran golpeadas y maltratadas. Algunas explicaron sus historias de maltrato y abuso físico a la prensa y a su periódico The sufragist. Doris Stevens, destacada activista del NWP, escribió sobre su horrible experiencia en Occoquan Workhouse en su libro de memorias Encarcelada por la Libertad. La publicidad que esto suponía llegó en un momento en que el presidente Wilson intentaba forjarse una reputación, para él mismo y para la nación, como líder internacional de los derechos humanos. Muchas de las pancartas contenían citas de Wilson sobre la preservación de la democracia en el extranjero, lo que llamaba la atención sobre la hipocresía de Wilson y su falta de apoyo a la enmienda reclamada por las sufragistas. 
Hay diferentes teorías sobre por qué Wilson cambió su postura acerca del sufragio. Wilson estaba a favor del sufragio femenino a nivel estatal, pero no apoyó una enmienda constitucional a nivel nacional porque su partido estaba muy dividido, ya que el Sur se oponía a una enmienda basada en los derechos del estado. El único estado del sur que concedió el voto a las mujeres fue Arkansas. Entre 1917 y 1919, el presidente Wilson fue repetidamente el blanco de los ataques del NWP, sin embargo, él se mantuvo en estrecho contacto con las sufragistas más moderadas de la NAWSA. Siguió aguantando hasta asegurarse el apoyo del Partido Demócrata en el Norte. El referéndum de 1917 en el estado de Nueva York a favor del sufragio fue decisivo para él. En enero de 1918, Wilson acudió personalmente a la Cámara de Representantes e hizo llamamiento para que se aprobara el proyecto de ley. El NWP tenía muchas tácticas innovadoras y pacíficas entre las que se incluían la organización de sentadas y diputaciones de mujeres de clase alta y clase trabajadora, boicotear a los demócratas en las elecciones en mitad de período, usar el poder de voto de las mujeres en el oeste, apelar al presidente todos los días mediante piquetes, y criticar a Wilson por apoyar la democracia en el mundo pero no apoyarla en casa. Estas tácticas del NWP fueron un factor que contribuyó a que Wilson cambiara su posición sobre el proyecto de ley de sufragio. La enmienda fue aprobada por el Congreso, pero quedó paralizada en el Senado hasta 1919 que, finalmente, la envió a los estados para su ratificación. La académica Belinda A. Stillion Southard declaró que "...la campaña del NWP fue crucial para asegurar la aprobación de la Decimonovena Enmienda."

## Luchando por la igualdad de derechos

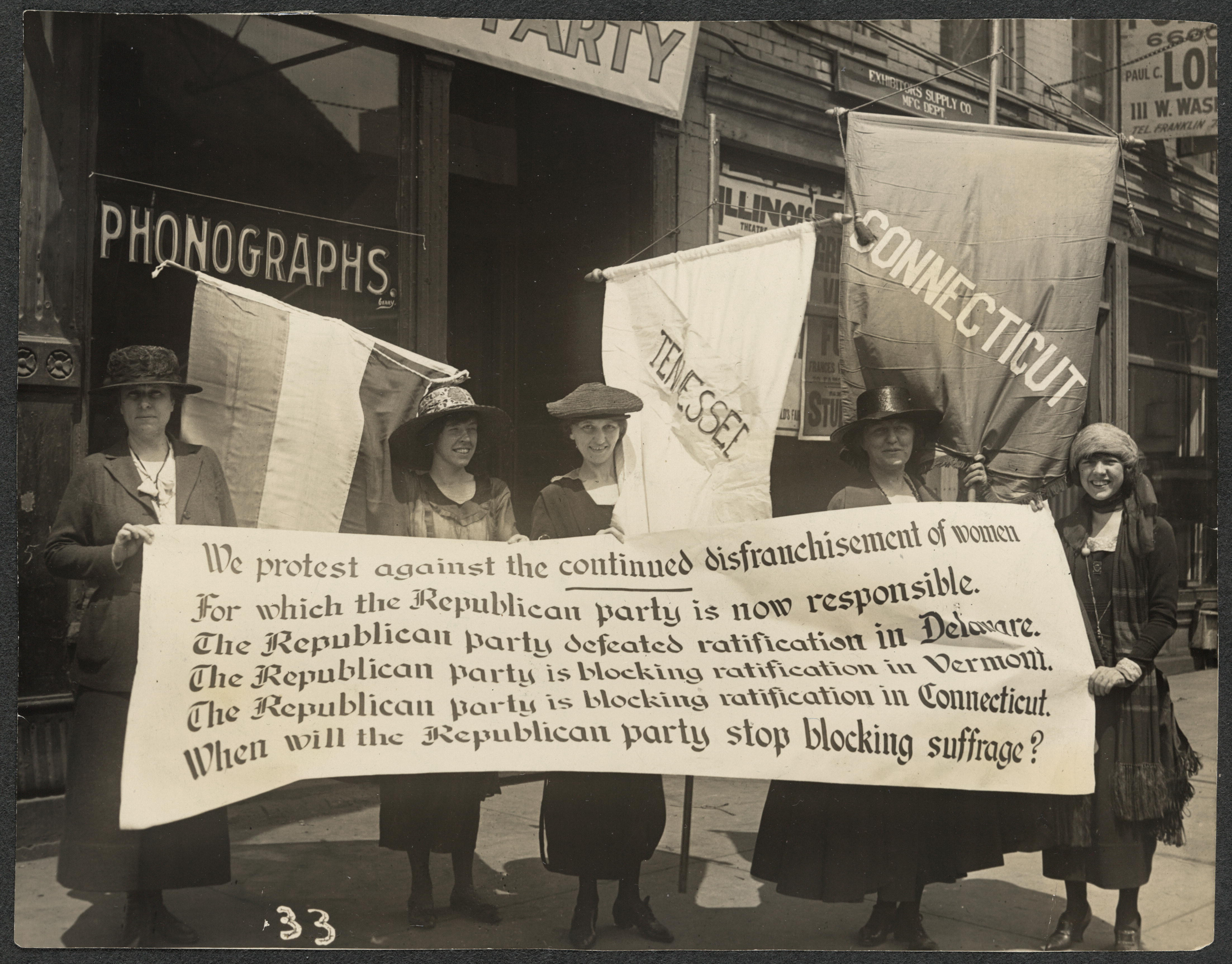
Un piquete del Partido Nacional de la Mujer en la Convención Republicana, Junio de 1920. I-D Abby Scott Baker, Florence Taylor Marsh, Sue Shelton White, Elsie Hill, Betty Gram.

El NWP desempeñó un papel fundamental en la aprobación de la Decimonovena Enmienda a la Constitución en 1920, que otorgó a todas las mujeres estadounidenses el derecho a votar. Alice Paul centró entonces toda su atención en asegurar la consecución de la Enmienda de Igualdad de Derechos (ERA) que consideraba vital para que se garantizara la igualdad de género. El NWP se reagrupó en 1923 y publicó la revista Equal Rights. La publicación estaba dirigida a las mujeres, pero también tenía la intención de educar a los hombres sobre los beneficios del sufragio femenino y  los derechos de las mujeres y otras cuestiones relativas a las mujeres estadounidenses.

Los hombres y las mujeres tendrán derechos iguales en todo Estados Unidos y en todo lugar sujeto a su jurisdicción.

El NWP no apoyaba la legislación proteccionista y argumentaba que las leyes seguirían deprimiendo los salarios de las mujeres e impidiendo que éstas accedieran a todo tipo de trabajo y sectores de la sociedad. Sin embargo, si apoyó a las mujeres trabajadoras y este apoyo fue vital a lo largo de su campaña a favor de la enmienda nacional. Alice Paul organizó muchas delegaciones de la clase obrera y envió a más de 400 trabajadoras a reunirse con Wilson. A pesar de ser considerado muy controvertido debido a la diferencia de estatus, este movimiento mostró el apoyo de Paul a todo tipo de mujeres, no sólo a las de clase alta.

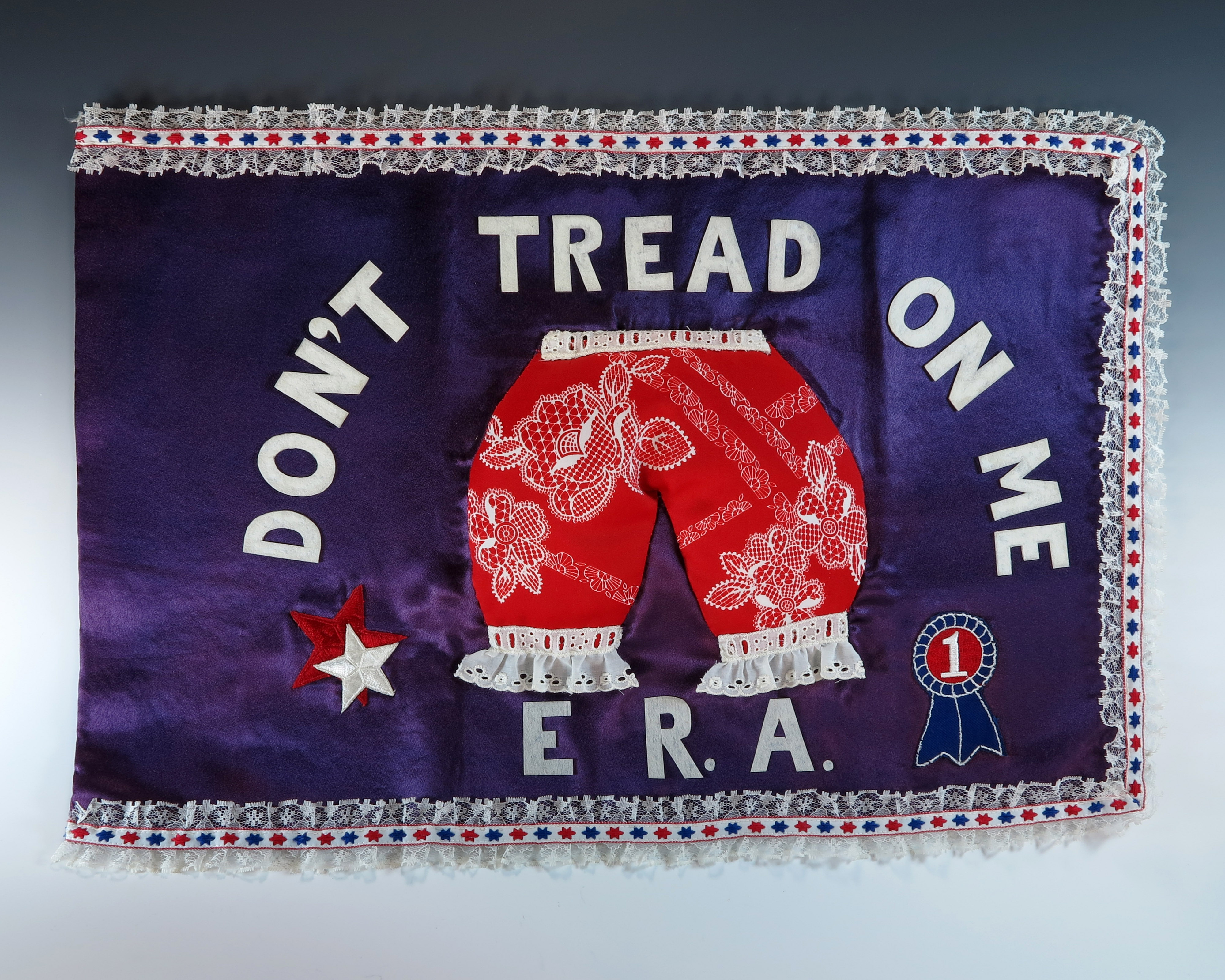
First Lady Betty Ford's "Bloomer Flag"

Después de 1920, el Partido Nacional de la Mujer redactó más de 600 leyes que abogaban por la igualdad de la mujeres, de  las que fueron aprobadas más de 300. Además, el NWP continuó presionando para que se aprobara la Enmienda de Igualdad de Derechos y en 1933, bajo la presidencia de Sarah Tarleton Colvin, también presionaron por la igualdad salarial. La académica Mary K. Trigg ha señalado que "el NWP desempeñó un papel central en el movimiento por los derechos de las mujeres después de 1945. Se mantuvo firme  en su enfoque sobre a  ERA, presionando año tras año para que la enmienda fuera introducida en el Congreso". En 1997, el NWP dejó de ser una organización de lobby  y se centró en la educación y en preservar su colección de documentos de primera mano del movimiento sufragista. El NWP continúa funcionando como una organización educativa, manteniendo e interpretando la colección que dejó el trabajo del histórico Partido Nacional de la Mujer (National Woman's Party).
El Congreso aprobó la Enmienda ERA y muchos estados la ratificaron, pero en 1982, en el último momento, fue bloqueada por una coalición conservadora liderada por Phyllis Schlafly y nunca fue aprobada. Sin embargo, en 1964 el NWP, con el apoyo de los conservadores y frente a la oposición de los liberales, los negros y los sindicatos,  logró que el "sexo" se añadiera a la Ley de Derechos Civiles de 1964, consiguiendo así algunos de sus objetivos.

## Título VII de la Ley de Derechos Civiles de 1964
En 1963 el Congreso aprobó la Ley de Igualdad Salarial, que prohibía las diferencias salariales basadas en el sexo.
La prohibición de la discriminación sexual fue añadida por Howard W. Smith, un poderoso demócrata de Virginia que presidía la Comisión de Normas de la Cámara. Era un conservador que se oponía firmemente a las leyes de derechos civiles para los negros, pero votó a favor de leyes similares para las mujeres blancas. La enmienda de Smith fue aprobada por 168 votos a favor frente a 133 en contra.

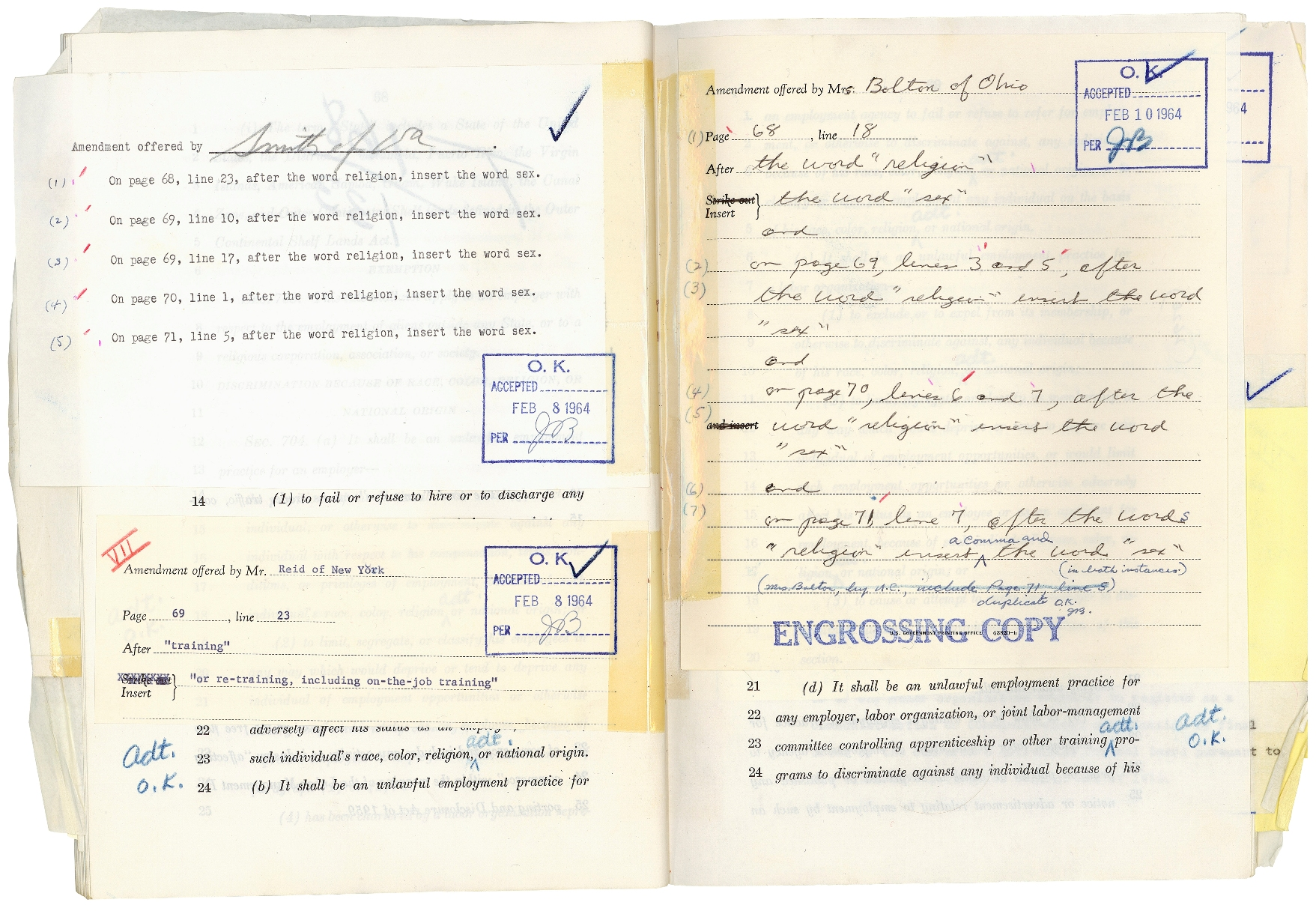
Acta de la sesión de la revisión de la House Rules Committee en la que se añade "sexo" al proyecto de ley.

Los historiadores debaten la motivación de Smith: ¿fue un intento cínico de derrotar el proyecto de ley por parte de alguien que se oponía tanto a los derechos civiles de los negros como a los de las mujeres, o apoyó los derechos de las mujeres y estaba tratando de mejorar el proyecto de ley ampliándolo para incluir a las mujeres? Smith esperaba que los republicanos, que habían incluido la igualdad de derechos para las mujeres en la plataforma de su partido desde 1944, probablemente votaran a favor de la enmienda. Los historiadores especulan que Smith intentaba poner en aprietos a los demócratas del norte que se oponían a los derechos civiles de las mujeres porque la cláusula contaba con la oposición de los sindicatos.
Smith afirmó que apoyaba sinceramente la enmienda y, de hecho, junto con la representante Martha Griffiths fue su principal portavoz. Durante veinte años Smith había promovido la Enmienda de Igualdad de Derechos -sin relación con cuestiones raciales- en la Cámara porque creía en ella. Durante décadas había estado cerca del Partido Nacional de la Mujer y especialmente de Paul. Ella y otras activistas habían trabajado con Smith desde 1945 tratando de encontrar la manera de incluir el sexo como una categoría protegida de derechos civiles. Griffiths argumentó que la nueva ley protegería a las mujeres negras pero no a las blancas, y que eso era injusto para las mujeres blancas. Además, argumentó que las leyes que "protegían" a las mujeres de trabajos desagradables en realidad estaban diseñadas para permitir que los hombres monopolizaran esos trabajos, lo que era injusto para las mujeres a las que no se les permitía presentarse como candidatas a estos trabajos. La enmienda fue aprobada con los votos de los republicanos y los demócratas sureños. La ley final fue aprobada con los votos de los republicanos y los demócratas del norte. Pauli Murray también contribuyó decisivamente a la inclusión del tema del sexo en el Título VII de la Ley de Derechos Civiles que prohíbe la discriminación por razón de sexo.

## Publicaciones

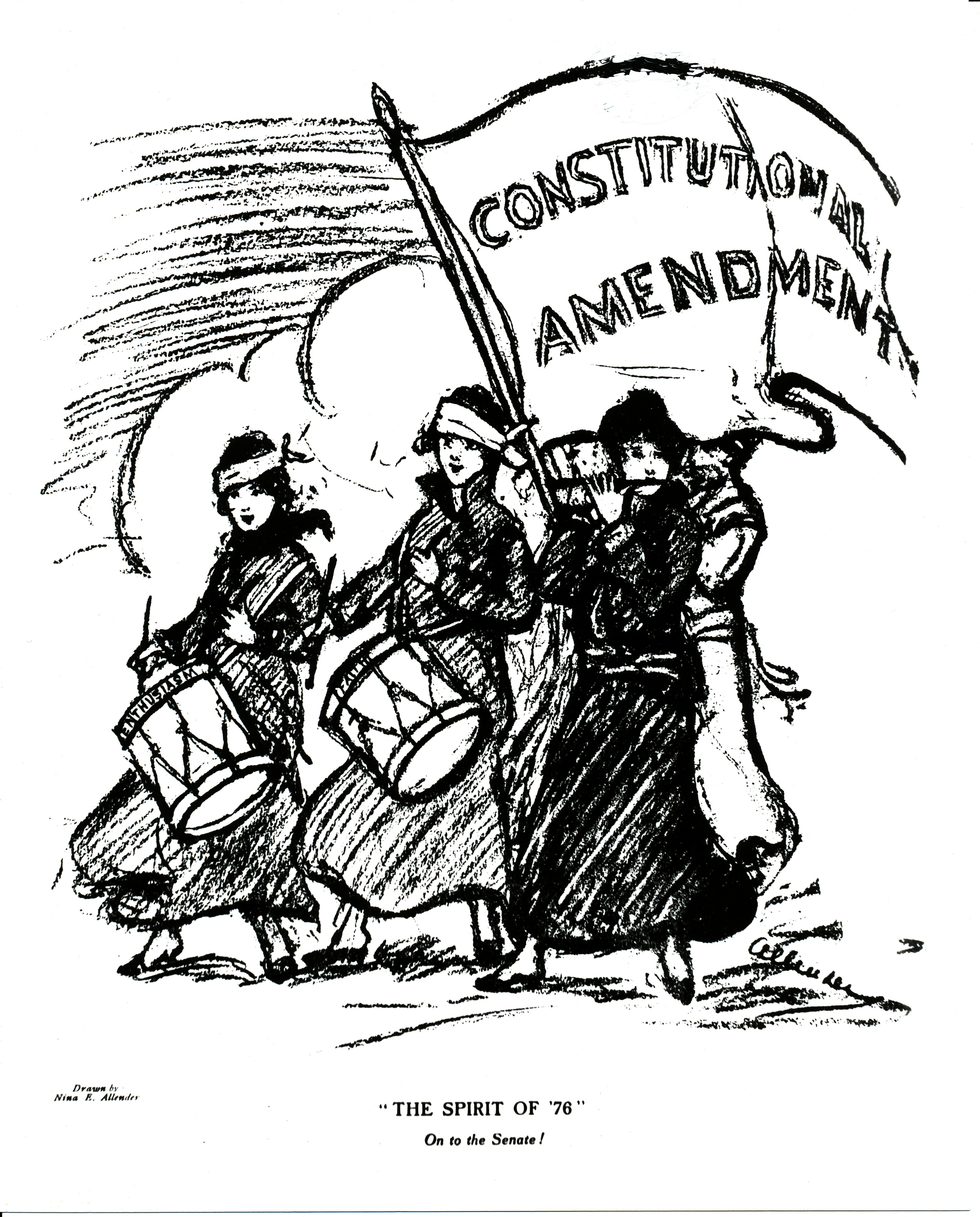
Nina E. Allender, The Spirit of '76.' On to the Senate!, 1915

El periódico The Suffragist fue fundado por la Unión del Congreso para el Sufragio de la Mujer en 1913. Era conocido como "el único periódico político de mujeres en los Estados Unidos" y se publicaba para promover las actividades de las mujeres sufragistas.The Suffragist seguía los acontecimientos semanales y promovía los diferentes puntos de vista de las líderes del NWP. Sus artículos estaban ilustrados con caricaturas políticas, realizadas por Nina E. Allender para obtener apoyo para el movimiento y comunicar el estado en el que se encontraba la enmienda al sufragio.

La mujer que lea nuestro periódico será informada de los acontecimientos en el Congreso, no solo de los temas referentes al sufragio, aunque estos sean prioritarios, sino de todas las actividades de especial interés para las mujeres. Los hombres no son conscientes de la seriedad de los cambios que se están produciendo en la conducta del Congreso. Por lo que las mujeres tendrán que informarles. Solo en las páginas de "The Suffragist" encontrarás la información que necesitas.
The Suffragist, 1914

Después de que se aprobara la enmienda para el derecho al voto de las mujeres, el NWP suspendió la publicación y en 1923 la sustituyó por Equal Rights. Publicada hasta 1954, Equal Rights comenzó como un boletín semanal y se convirtió en una publicación bimensual destinada a mantener informados a los miembros del NWP sobre los acontecimientos relacionados con el ERA y los asuntos legislativos. Incluía informes de campo, actualizaciones de la legislación y artículos sobre las actividades del NWP, así como artículos de las colaboradoras, entre las que se encontraban Crystal Eastman, Zona Gale, Ruth Hale e Inez Haynes Irwin. Josephine Casey apareció en la portada en abril de 1931 por su recurrente columna sobre las condiciones laborales de las trabajadoras textiles en Georgia.
El 9 de julio de 1977 Alice Paul muere en Moorestown, Nueva Jersey, creyendo que la ratificación de la ERA es inminente.
En 1997 el NWP cesa sus actividades de cabildeo durante décadas y se convierte en una organización educativa sin fines de lucro y apolítica, elegible para el estatus 501c. Se disuelve la Corporación del Partido de Mujeres.

## Instituto Alice Paul

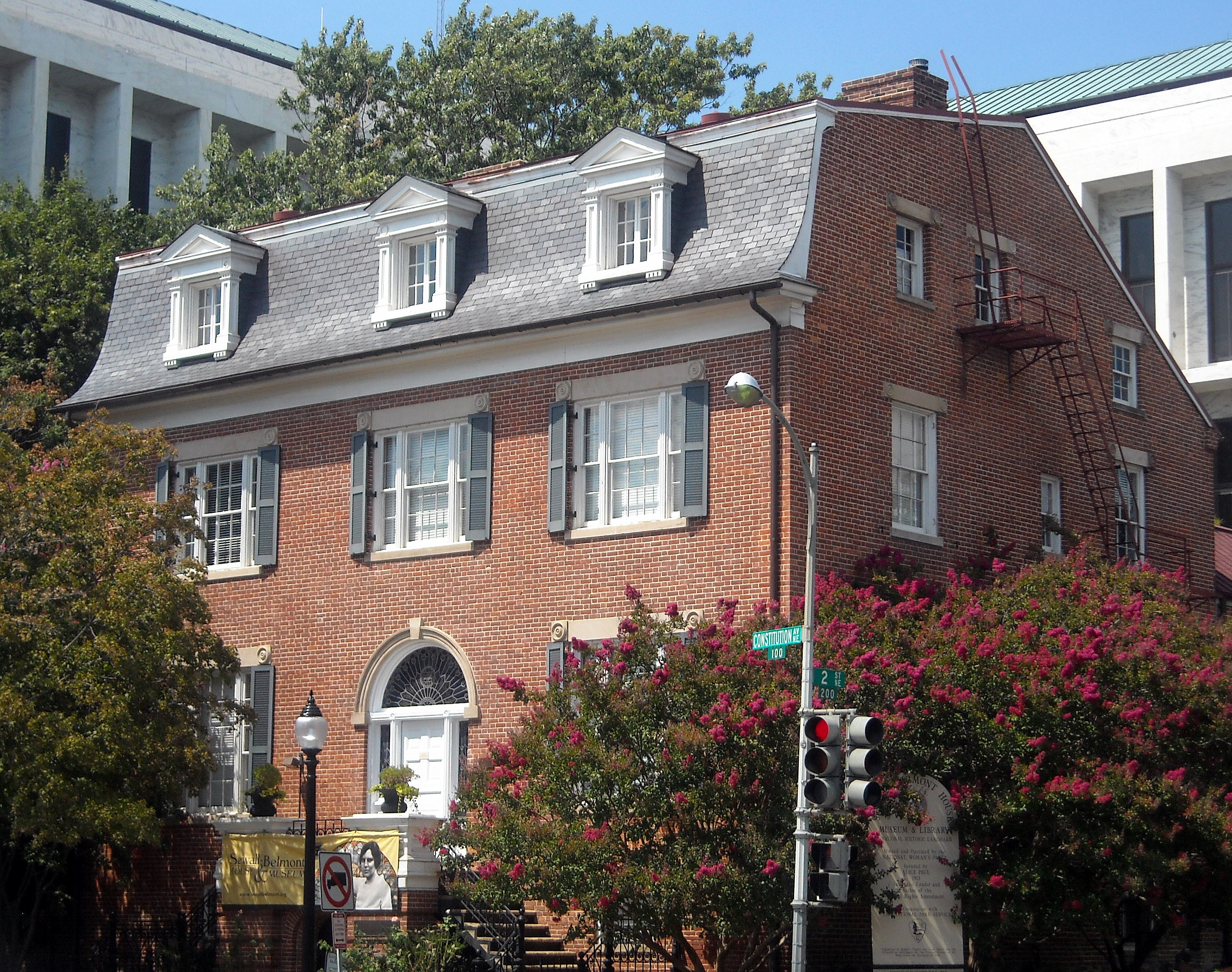
Monumento Nacional a la Igualdad de la Mujer Belmont-Paul, Washington D. C., sede del histórico Partido Nacional de la Mujer.

A partir del 1 de enero de 2021, el Partido Nacional de la Mujer ha dejado de funcionar de manera independiente como una organización sin ánimo de lucro (OSAL) y ha cedido sus derechos de marca registrada y otros usos del nombre del partido al Instituto Alice Paul. El Instituto Alice Paul, por su parte, ha invitado a tres exmiembros del consejo de administración del Partido Nacional de la Mujer, a unirse a su junta directiva, y en un futuro próximo ha afirmado que creará un comité de asesores para abordar una posible expansión de sus programas y actividades al área de Washington D. C. y al resto del país.

## Integrantes destacadas
- Nina E. Allender

- Caroline Lexow Babcock

- Abby Scott Baker

- Mary Ritter Beard

- Harriot Stanton Blatch

- Alva Belmont

- Lucy Burns

- Marion Cothren

- Rheta Childe Dorr

- Crystal Eastman

- Sara Bard Field

- Phoebe Hearst

- Alison Turnbull Hopkins

- Inez Haynes Irwin

- Edna Buckman Kearns

- Anne Martin

- Inez Milholland

- Vida Milholland

- Alice Paul

- Doris Stevens

- Caroline Spencer

- Mabel Vernon

- Amelia Earhart

- Maud Younger

- Edith Ainge